# Hortense Panum
Hortense Panum (født 14. marts 1856 i Kiel, død 26. april 1933 på Frederiksberg) var en dansk musikhistoriker, datter af fysiologen P.L. Panum
Hortense Panum kom allerede som barn til København. Sine musikalske interesser udviklede hun under vejledning dels af August Winding, dels af Victor Bendix og af Orla Rosenhoff (i teori). Senere lagde hun sig specielt efter musikhistorie, hvor hun blandt andet studerede under Wilhelm Tappert i Berlin. 
I Monatshefte für Musikgeschichte 1888 fremdrog hun to orgelstykker af Melchior Schildt (17. århundrede) efter manuskript på Det Kongelige Bibliotek i København, og samme år skrev hun i Musikal. Wochenblatt om Corsis bidrag til den ældste opera Dafne. Hendes hovedarbejde er 1. del af den store Illustreret Musikhistorie (1905, 2. del af William Behrend). 
Værdifulde bidrag til instrumenternes historie har hun givet i afhandlinger i årsberetning (1903 og 1905) fra Foreningen til norske Fortidsmindesmærkers Bevaring, nemlig om harpe og lyra i det gamle Nordeuropa (på tysk i Sammelbände d. Internat. Musikgesellschaft, Bd VII) og om strengeinstrumenter i Nordens middelalder. 
Fremdeles har hun udgivet Musikhistoren i kortfattet Fremstilling (1910 og 1920), Middelalderens Strengeinstrumenter(1915), Musikhistoriens Billedbog (1916), Langelegen som dansk Folkeinstrument (1918), Middelalderens Strengeinstrumenter og deres Forløbere i Oldtiden (1928).
Hun var fra 1907 lærer i musikhistorie ved Det kgl. danske Musikkonservatorium og fra 1904 ved Folkeuniversitetet. 